# Moremi
Moremi è un villaggio del Botswana situato nel distretto Centrale, sottodistretto di Serowe Palapye. Il villaggio, secondo il censimento del 2011, conta 597 abitanti.

## Località
Nel territorio del villaggio sono presenti le seguenti 2 località:
- Leboana di 36 abitanti,
- Moremi di 6 abitanti